# Лудвиг фон Зайн-Витгенщайн-Хоенщайн
Йохан Лудвиг Фридрих Вилхелм Адолф Александър Карл фон Зайн-Витгенщайн-Хоенщайн (на немски: Johann Ludwig Friedrich Wilhelm Adolf Alexander Karl Fürst zu Sayn-Wittgenstein-Hohenstein; * 20 ноември 1831, Хайлер в Гелнхаузен; † 6 април 1912, дворец Витгенщайн при днешния град Бад Ласфе, Северен Рейн-Вестфалия) е 3. княз на Зайн-Витгенщайн-Хоенщайн.

## Биография
Той е най-големият син (третото от 12 деца) на княз Александър фон Зайн-Витгенщайн-Хоенщайн (1801 – 1874) и съпругата му графиня Амалия Луиза фон Бентхайм-Текленбург-Реда (1802 – 1887), дъщеря на граф Фридрих Вилхелм Кристиан Август фон Бентхайм-Текленбург-Реда (1767 – 1835) и графиня Вилхелмина Елизабет Каролина фон Зайн-Витгенщайн-Хоенщайн (1773 – 1856).
Лудвиг следва в университетите в Хайделберг и Бон. През 1853 г. той е член на Corps Borussia Bonn. След това служи в кавалерията на пруската войска, където последно е майор à la suite.
След смъртта на баща му през 1874 г. Лудвиг става 3. княз на Зайн-Витгенщайн-Хоенщайн. Той е глава на фамилията Зайн-Витгенщайн-Хоенщайн и на цялата княжеска и графска фамилия Зайн-Витгенщайн. От 1876 г. е наследствен член на Пруския Херенхауз и от 1875 до 1885 г. в Провинциалното народно събрание на провинция Вестфалия в Кралство Прусия.
Лудвиг фон Зайн-Витгенщайн-Хоенщайн умира на 80 години на 6 април 1912 г. в двореца Витгенщайн (при днешния град Бад Ласфе) в Северен Рейн-Вестфалия.
През 1927 неговият най-голям син княз Август фон Зайн-Витгенщайн-Хоенщайн (1868 – 1948) осиновява принц Кристиан Хайнрих фон Зайн-Витгенщайн-Берлебург (1908 – 1983), втория син на вече починалия княз Рихард фон Зайн-Витгенщайн-Берлебург (1882 – 1925) и съпругата му принцеса Маделайне фон Льовенщайн-Вертхайм-Фройденберг (1885 – 1976), който през 1948 г. получава титлата 5. княз на Сайн-Витгенщайн-Хоенщайн след смъртта на Август, който е последен княз от рода Фон Сайн-Витгенщайн-Хоенщайн.

## Фамилия
Лудвиг фон Зайн-Витгенщайн-Хоенщайн се жени на 16 май 1867 г. в Щайнфурт за принцеса Мария Луитгарда Елизабет фон Бентхайм-Щайнфурт (* 26 октомври 1843, Бургщайнфурт; † 22 януари 1931, Витгенщайн), дъщеря на княз Лудвиг фон Бентхайм-Щайнфурт (1812 – 1890) и ландграфиня Берта фон Хесен-Филипстал-Бархфелд (1818 – 1888). Те имат пет деца:
- Август Александър Лудвиг Фердинанд Алексис Карл Вилхелм Мориц Албрехт Адалберт фон Зайн-Витгенщайн-Хоенщайн (* 5 април 1868, Витгенщайн; † 22 юни 1948, Витгенщайн), 1912 г. 4. княз на Зайн-Витгенщайн-Хоенщайн (последен княз от рода), неженен; княз Август осиновява през 1927 г. принц Кристиан Хайнрих фон Зайн-Витгенщайн-Берлебург (* 20 септември 1908; † 17 август 1983), който става 5. княз на Сайн-Витгенщайн-Хоенщайн след смъртта му
- Елизабет Отилия Ида Юлиана Луиза Текла фон Зайн-Витгенщайн-Хоенщайн (* 22 октомври 1869, Витгенщайн; † 11 ноември 1963, Витгенщайн), неомъжена
- Мария Леонтина Клементина Каролина фон Зайн-Витгенщайн-Хоенщайн (* 3 октомври 1871, Витгенщайн; † 12 август 1961, Витгенщайн), неомъжена
- Георг Вилхелм Фридрих-Вилхелм Херман (* 7 април 1873, Витгенщайн; † 17 март 1960, Марбург), женен (морганатически) в Марбург на 22 април 1913 г. за Мария Рюм (* 2 юли 1892, Алтенбург; † 12 май 1975, Лаасфе), направена фрайфрау фон Фройзбург от княза на Липе на 12 декември 1916; всичките им деца са родени барони фон Фройзбург, на най-големия син е гарантирана титлата принц Сайн-Витгенщайн-Хоенщайн на 1 април 1946.
- Вилхелм Рихард Лудвиг (* 6 септември 1877, Витгенщайн; † 20 ноември 1958, Лугано-Кастаньола), женен (морганатически) във Висбаден на 25 септември 1928 г. Клара Мария Шефер (* 19 април 1894, Прюм; † 18 февруари 1978, Лугано)